# SN 2000aw
SN 2000aw – supernowa odkryta 10 marca 2000 roku w galaktyce A080134-0157. W momencie odkrycia miała maksymalną jasność 19,40m.